# 輪鵬和久
輪鵬 和久（りんほう かずひさ、1960年1月22日 - ）は、福岡県大川市出身で花籠部屋（入門後に放駒部屋に移籍）に所属した元大相撲力士。本名は志岐 和久（しき かずひさ）。身長178cm、体重195kg。最高位は西十両11枚目。得意技は突き、押し。

## 来歴
家具製造業を営む実家に生まれ、中学生の時はランニングを得意としていた。高校時代は柔道に打ち込んでおり、九州高校柔道大会で3位に入った。その活躍から多くの相撲部屋の勧誘を受けたが、花籠部屋に入門した。1977年3月場所に玄界鵬の四股名で初土俵を踏む。玄界鵬の四股名は郷土の玄界灘と横綱・大鵬に因んだ。入門直後から期待され、順調に番付を上げていった。輪島と共にランニングを行って調整していたことで知られ、その様子を収めた写真も現存している。
初土俵から約1年後の1978年5月場所で早くも幕下に昇進した。その後、幕下生活が長かったが、輪島から期待を込められて1982年5月場所に輪鵬の四股名に改名してからは成績が上向きになり、1983年5月場所で十両に昇進した。しかし、この場所は5勝10敗と負け越して1場所で幕下に陥落。十両を務めたのはこの1場所のみであった。その後、部屋付きの放駒から「花籠さんはその内また問題起こすから、四股名変えた方がいいよ」と勧められ、1984年5月場所は暫定的に本名を名乗って土俵に上がり、翌7月場所からは最初の四股名である玄界鵬に戻した。
1986年9月場所限りで廃業。その後は一度帰郷して家業手伝いを経て、石川県金沢市の相撲料理店「おふくろの味」で勤務した後、金沢市で相撲茶屋『玄海』を開店した。料理と共に大相撲時代の記念品が揃えられており、主に元横綱・大乃国の明荷や三つ揃えの化粧廻しなどが展示されている。
シンガーソングライターで相撲甚句を担当する北脇貴士と親交がある。

## エピソード
- 幕下時代に太り過ぎたので絶食して急激なダイエットを行い、1982年4月には約40kg痩せて体重を172kgまで減らした。満を持して5月場所に臨んだものの、土俵際で全く残れないなど粘りがなくなってしまい7戦全敗を喫してしまった。その後は少しずつ野菜を中心とした食事に切り替えて、その年の9月場所は7戦全勝で幕下優勝を果たした[3]。

## 主な成績
- 通算成績：211勝170敗26休 勝率.554
- 十両成績：5勝10敗 勝率.333
- 現役在位：58場所
- 十両在位：1場所
- 各段優勝
  - 幕下優勝：1回（1982年9月場所）
  - 三段目優勝：1回（1978年11月場所）
  - 序二段優勝：1回（1977年7月場所）

### 場所別成績
| | 一月場所 初場所（東京） | 三月場所 春場所（大阪） | 五月場所 夏場所（東京） | 七月場所 名古屋場所（愛知） | 九月場所 秋場所（東京）   | 十一月場所 九州場所（福岡） |
| --- | ----------------------- | ----------------------- | ----------------------- | --------------------------- | ------------------------- | --------------------------- |
| 1977年 （昭和52年） | x                       | （前相撲）              | 東序ノ口5枚目 6–1       | 西序二段47枚目 優勝 7–0     | 西三段目50枚目 4–3        | 東三段目37枚目 2–5          |
| 1978年 （昭和53年） | 西三段目58枚目 5–2      | 西三段目30枚目 6–1      | 東幕下49枚目 3–4        | 東幕下59枚目 2–1–4          | 西三段目23枚目 4–3        | 東三段目10枚目 優勝 7–0     |
| 1979年 （昭和54年） | 東幕下18枚目 1–4–2      | 東幕下36枚目 3–4        | 東幕下49枚目 5–2        | 西幕下29枚目 4–3            | 西幕下21枚目 3–4          | 西幕下29枚目 2–5            |
| 1980年 （昭和55年） | 東幕下47枚目 4–3        | 西幕下34枚目 4–3        | 西幕下26枚目 4–3        | 東幕下18枚目 4–3            | 西幕下13枚目 4–3          | 西幕下8枚目 3–4             |
| 1981年 （昭和56年） | 西幕下13枚目 2–5        | 西幕下27枚目 4–3        | 西幕下16枚目 4–3        | 東幕下9枚目 3–4             | 東幕下16枚目 3–4          | 西幕下24枚目 5–2            |
| 1982年 （昭和57年） | 東幕下11枚目 3–4        | 東幕下17枚目 4–3        | 西幕下11枚目 0–7        | 東幕下41枚目 5–2            | 東幕下23枚目 優勝 7–0     | 東幕下2枚目 3–4             |
| 1983年 （昭和58年） | 東幕下7枚目 6–1         | 東幕下2枚目 6–1         | 西十両11枚目 5–10       | 西幕下3枚目 1–6             | 西幕下24枚目 6–1          | 東幕下8枚目 1–6             |
| 1984年 （昭和59年） | 東幕下30枚目 4–3        | 東幕下22枚目 0–1–6      | 西幕下52枚目 4–3        | 東幕下37枚目 4–3            | 東幕下26枚目 5–2          | 東幕下13枚目 5–2            |
| 1985年 （昭和60年） | 東幕下5枚目 2–5         | 東幕下21枚目 3–4        | 東幕下32枚目 6–1        | 東幕下14枚目 1–6            | 西幕下43枚目 休場 0–0–7   | 西三段目23枚目 4–3          |
| 1986年 （昭和61年） | 西三段目5枚目 6–1       | 西幕下34枚目 3–4        | 西幕下48枚目 3–4        | 西三段目3枚目 休場 0–0–7    | 西三段目53枚目 引退 6–1–0 | x                           |
| 各欄の数字は、「勝ち-負け-休場」を示す。 優勝 引退 休場 十両 幕下 三賞：敢=敢闘賞、殊=殊勲賞、技=技能賞 その他：★=金星 番付階級：幕内 - 十両 - 幕下 - 三段目 - 序二段 - 序ノ口 幕内序列：横綱 - 大関 - 関脇 - 小結 - 前頭（「#数字」は各位内の序列） |                         |                         |                         |                             |                           |                             |

## 改名歴
- 玄海鵬 和久（げんかいほう かずひさ）1977年3月場所 - 1982年3月場所
- 輪鵬 和久（りんほう かずひさ）1982年5月場所 - 1984年3月場所
- 志岐 和久（しき かずひさ）1984年5月場所
- 玄海鵬 和久（げんかいほう かずひさ）1984年7月場所 - 1986年9月場所